# Lípa srdčitá ve Kbelích
Lípa srdčitá ve Kbelích je památný strom, který roste v Praze 9-Kbelích v ulici Krnská poblíž východní části letiště Kbely.

## Parametry stromu
- Výška (m): 21,0
- Obvod (cm): 320 (353 k roku 2016)
- Ochranné pásmo: vyhlášené - kruh o poloměru 11 m na p.č. 1771/1,1783 a 2131 k.ú. Kbely
- Datum prvního vyhlášení: 10.11.2001[1]
- Odhadované stáří: 165 let (k roku 2016)[2]

## Popis
Strom má mohutný kmen, který se rozvětvuje na více silných větví téměř v jednom místě. Větve rostou kolmo vzhůru a poté se odklánějí do všech stran. Rozvětvení na jednom místě ale vytváří takzvané „tlakové větvení“ a strom je náchylný na rozlomení.

## Historie
Lípa byla zasazena kolem roku 1850. Roku 2001 byla odborně ošetřena a v její koruně instalováno 17 vazeb. Při rekonstrukci okolní komunikace byla stavební technikou poškozena báze kmene, strom nyní roste ve vyvýšené kořenové míse.

## Významné stromy v okolí
- Lípa republiky